# La Branca Daurada

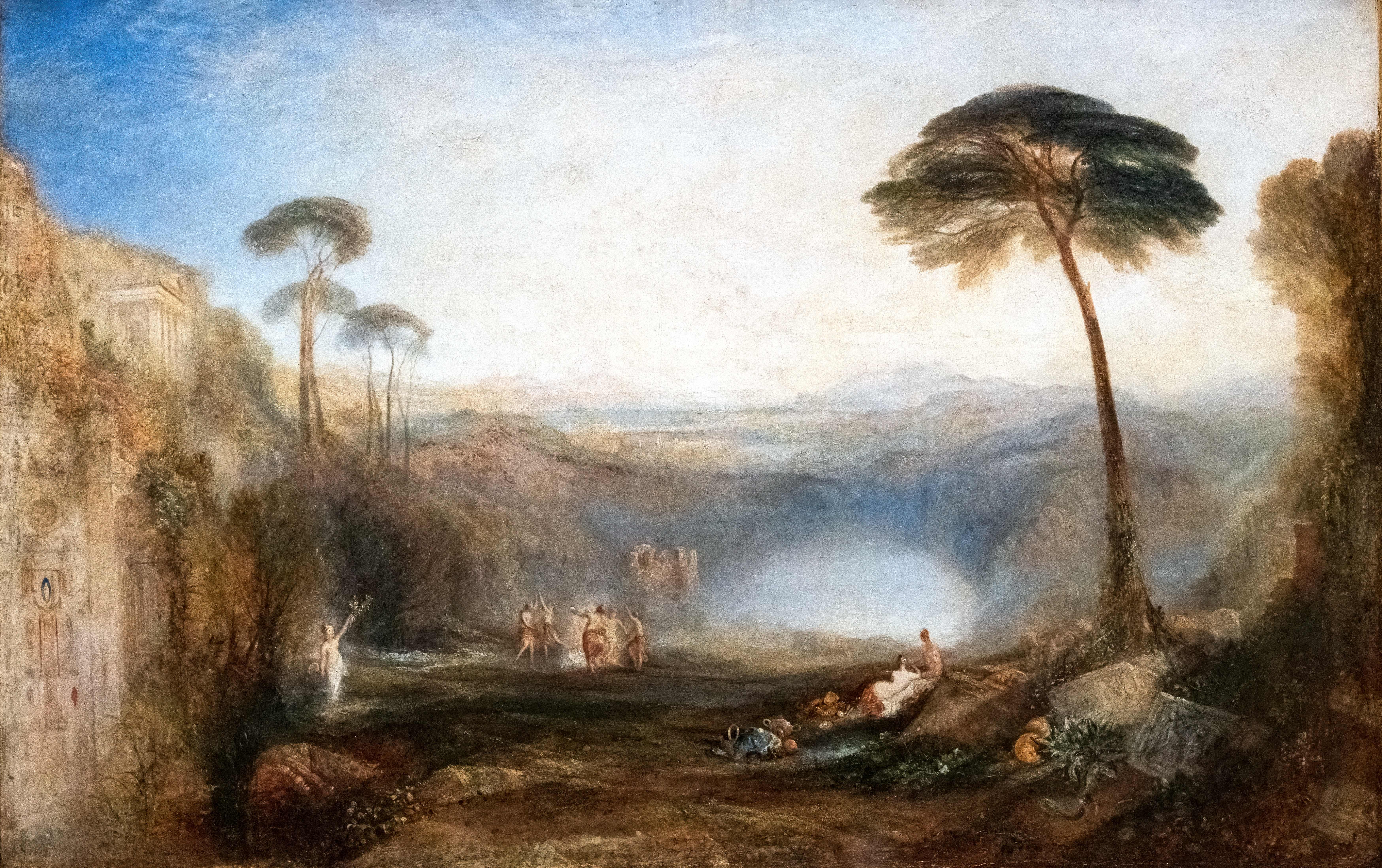
La Branca Daurada (de lEneida), pintura de J. M. W. Turner.

La Branca Daurada: un estudi sobre màgia i religió és una obra d'estudi comparatiu de mitologia i religió de l'antropòleg escocès James George Frazer. Va ser publicada per primer cop el 1890 en dos volums, la segona versió va augmentar a dotze volums i després l'autor va resumir-la en un volum el 1922, que correspon a la versió que sovint és publicada.

## Objectiu de l'obra
La Branca Daurada intenta definir els elements comuns de les creences religioses, que van des dels antics sistemes de creences a religions relativament modernes com el cristianisme. La tesi de treball és que les velles religions eren cultes de fertilitat que solien tenir lloc al voltant del culte i sacrifici periòdic d'un rei sagrat. Aquest rei era la reencarnació d'un déu que moria i revivia, una deïtat solar que duia a terme un matrimoni místic amb la deessa de la Terra, que moria en la collita i es reencarnava en primavera. Frazer afirmava que aquesta llegenda és predominant a gairebé totes les mitologies mundials. El germen de la tesi de Frazer era el rei-sacerdot preromà al festival de Nemi, que era ritualment assassinat pel seu successor.
| «                 | Quan per primer cop vaig posar el meu llapis sobre el paper per escriure-hi La Branca Daurada no tenia al cap la magnitud del viatge en què m'embarcaria; creia que només havia d'explicar una sola regla d'un antic sacerdot italià. | » |
| — Pròleg, pàg. VI | |   |

De la llegenda anterior l'autor en realitza una entreteixida investigació dels diferents aspectes constitutius del mite, mitjançant la comparació dels diferents cultes, llegendes i tradicions de diferents religions del món en semblança amb el fonament de l'obra.
El títol s'ha pres d'una obra del pintor anglès J.M.W. Turner, qui a la seva obra homònima pinta el llac del bosc de Nemi, el qual en l'antiguitat era anomenat el "mirall de Diana"; el pintor va seguir la llegenda de la branca daurada citada pel poeta llatí Virgili a l'Eneida. En aquest poema, Enees i Sibil·la hi presenten la branca daurada al porter de l'Hades per aconseguir entrar-hi.
Aquesta obra va influir enormement en la mentalitat antropològica de les posteriors dècades, arribant a formar part de les principals obres d'antropologia.

## Contingut

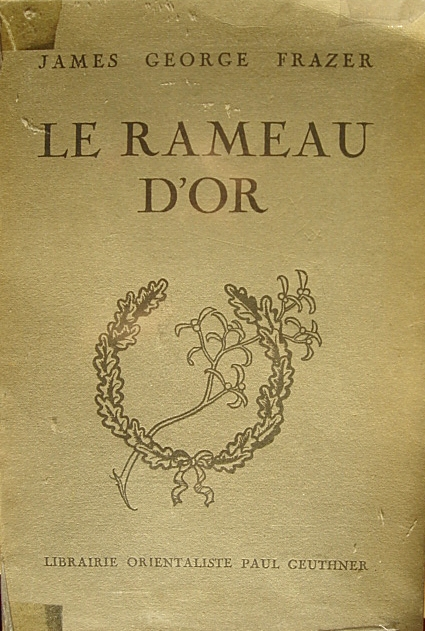
Portada francesa de l'obra.

Amb aquesta obra l'autor pretén demostrar que totes les religions primitives tenen característiques comunes, per això la justificació dels principis de determinats costums màgics o religiosos serveixen igualment per a la comprensió de l'origen i significat d'altres formes religioses anàlogues.
Un dels primers postulats que aquesta obra posa en evidència és la divisió de les pràctiques màgiques segons el principi que tracta de seguir la ment salvatge; així doncs, la màgia podrà ser homeopàtica si tracta que allò semblant produeixi allò semblant, o contaminant si segueix el principi que les coses que algun cop van estar juntes, en separar-se, tenen tal relació màgica que el que es faci en una, ho patirà l'altra. Totes dues esferes de la màgia estan compreses sota el nom general de màgia simpatètica, ja que a totes dues se suposa que les coses interaccionen a distància mitjançant una relació secreta, una mútua simpatia.
Seguint la línia antropològica evolucionista de l'autor, es declara que totes les cultures del món han seguit un procés semblant en llur evolució religiosa, sempre començant en les activitats màgiques i derivant en religions ben establertes, diferenciant-se la primera de la segona en què l'última cerca propiciar-se a entitats superiors o deïtats, mentre que la primera només cerca arribar a l'efecte necessari o 'lògic' de la natura. Això útlim resulta, segons Frazer, d'un enteniment equivocat de les lleis naturals de causa i efecte i que un pressupost necessari d'un medi entre l'acte màgic i l'efecte, quelcom a semblança de l'èter de la física moderna (Frazer 1922, III, 3).